# 澎湖發電廠
澎湖發電廠為一座位在臺灣澎湖縣的火力發電廠，目前該座火力發電廠在其功能由同縣尖山發電廠取代後已由台電公司拆除。
2019年2月，澎湖縣長賴峰偉核准工程款新台幣2,582萬的馬公市光復里「新村路─海埔路開路案」，即將拆除提報歷史建築在即的澎湖發電廠。

## 沿革

### 日治時期
澎湖發電廠最早為臺灣日治時期1912年，澎湖廳馬公支廳馬公街街長日本籍的上瀧宇太郎提議可以利用當時大日本帝國陸軍所設置的蒸氣發動機籌設電燈供馬公的居民使用，隔年1913年，上瀧宇太郎等人籌措日圓5萬圓成立澎湖電燈株式會社，並設立發電廠，是為澎湖火力發電所，其發電廠位置位在現今馬公市第二漁港附近，廠內購置一部裝置容量60KW（瓩）燃燒瓦斯的火力發電機組。而該株式會社也是當時全臺灣第四間民營的電燈株式會社（另外三間分別是嘉義、宜蘭及新竹電燈株式會社），並且該發電廠能夠順利設置，其中一項重要因素為當時馬公港為重要的軍事港口，使得馬公當時常有眾多日本人駐留。
澎湖火力發電所廠內最初僅裝設１部火力發電機組，因此，當時僅能供應晚上6至11時的照明電力。第一次世界大戰時全球煤炭及石油價格上漲，導致1917年起，澎湖電燈株式會社的營運狀況陷入低潮，第二年為應付營運出支，因此借入日圓12,000元應急，然而直至1919年營運狀況仍未見改善，因此只好調高電價，1920年8月仍不堪虧損被台灣合同電氣株式會社合併於旗下，而這時發電廠已裝設一部裝置容量100瓩的柴油發電機。
澎湖火力發電所併入台灣合同電氣株式會社後，改稱為澎湖營業所。1926年，發電所增設兩部110瓩的柴油發電機，直到1928年時，澎湖營業所的供電區域包括澎湖廳馬公街的馬公、紅木埕、大案山及小案山，總供電電燈有1,224盞，電扇有34台。1933年，供電區域擴增至文澳附近，而因為該地區發展日益繁榮，原機組的發電量不足，1934年再添兩部110瓩柴油發電機。1938年時，澎湖營業所因一號柴油發電機老舊，逐決定再新增兩部250瓩的柴油發電機。1940年6月臺灣總督府統制全島電力事業，同年11月，台灣合同電氣株式會社被台灣電力株式會社所併吞，旗下的澎湖營業所也隨之隸屬到台灣電力株式會社旗下。
1940年11月台灣電力株式會社成立澎湖支店。1943年時澎湖支店應大日本帝國海軍要求，將原基隆火力發電所老舊淘汰的一部2,000瓩發電機移裝到澎湖支店，而這部機組主為供應帝國海軍工作部支需要，而新機組裝設告竣後的火力發電所因電源仍有餘，因此將原裝置容量110瓩的二號柴油發電機組移裝到恆春發電所中。這時的澎湖支店進入到營運的全盛時期，其最大發電量每年193萬度，供電電燈數8,400盞，電力契約容量700瓩。然而，隔年1月間，因發電機組機械老朽加上管理失當使發電機毀損，導致供電能力減損，僅能供應晚間照明之用，後續再改裝設200瓩的輕柴油發電機組。

### 戰後至今
1945年10月，第二次世界大戰結束，國民政府接收臺灣後，台灣電力株式會社澎湖支店由資源委員會下屬的臺灣省電力監理委員會接管，隔年5月改稱澎湖辦事處，當時發電廠內的發電裝置容量僅200瓩，總用電戶數有1,277戶，1947年3月，正式成立台灣電力公司澎湖區管理處，同年9月因交通因素，原隸屬在臺北總管理處的澎湖區管理處，改歸併到高雄區管理處旗下，並改稱澎湖分處，當時總用電戶數為1,377戶。後澎湖人口劇增，用電增加，發電量不敷供應，時常需晚間暫停供電。
1948年10月、1949年5月及1950年6月，澎湖發電廠分別裝設一部200瓩柴油發電機、一部200瓩美國通用動力（GM）製柴油發電機及一部75瓩的美國製可移式柴油發電機，這才使得供電狀況稍有改善。而當時因澎湖為軍事重地，用電量依舊日益增加，為應付時局需要，原隸屬在高雄區管理處之下的澎湖分處擴充升格，同年9月1日改組成立澎湖區管理處，恢復原本名稱，並派陸金鼎為澎湖發電廠主任。當時該區處用電戶數共有1,379戶，是當時台電旗下14個區處中最小的一個。
1951年6月，澎湖發電廠接收來自臺灣本島花蓮縣砂婆鐺發電廠的一部400瓩柴油發電機組並裝設完成，隔年4月周士歲接任澎湖區管理處經理。後來經濟逐漸繁榮，用電增加，1952年即擬定了澎湖發電廠分為三期的電源開發計劃，隔年1月，台電公司火力發電工程處成立澎湖分處，1953年至1967年之間，澎湖發電廠共增設11部發電機組，當時總裝置容量到達7,600瓩，而原日治時期的老舊發電機組也在此擴增時期之間拆除。
由於澎湖地區的燃料運輸及不方便，加上運輸成本高昂，因此在1955年11月及1960年11月時，曾各增裝一部裝置容量1,000瓩燃煤之蒸汽透平發電機組，自此澎湖終能夠全天候供電。1968年，因澎湖地區當時用電日增，澎湖發電廠逐漸不敷供電，急需擴充電源，遂展開第四期電源擴充計畫。該計畫中，第一期共擴充兩部裝置容量2,500瓩的重油發電機組，分別於1969年11月及12月完工併聯發電。
1970年5月21日，澎湖區管理處所屬的澎湖發電廠改隸台電公司火力處。該發電廠掌管全澎湖地區的發電業務（但不包括虎井、鳥嶼、吉貝、望安、七美等小型發電廠），並繼續執行第四期電源擴充計畫，第二期擴充工程中，共增設兩部裝置容量3,000瓩的重油發電機組，於1972年6月完工併聯發電，第三期擴充工程中，將兩部原本位於臺灣本島林口發電廠裝置容量6,000瓩的重油發電機組2部，移到澎湖發電廠，於1975年5月動工，分別於1976年9月及10月完工併聯發電。第四期擴充工程中，再次搬遷從林口發電廠於1981年11月淘汰的兩部裝置容量6,000瓩重油發電機組，工程於1983年12月完工併聯發電。
1990年，為紓解澎湖地區夏季供電吃緊狀況，澎湖發電廠緊急向林口發電廠調來一部裝置容量6,000瓩的重油發電機組，於同年8月裝設完成併聯發電。這時，發電廠內之柴油發電機組共有8部以重油為燃料，總裝置容量達到41,000瓩。1984年6月，澎湖發電廠由於鄰近馬公市區，為防止柴油機組燃燒後之排放煙物，擴散飄落市區，於是耗資新臺幣3,800萬元，興建一座71公尺高的集合煙囪。並在廠內設有含油廢水處理設備，將全廠含油污水集中，經過油水分離等多層處理，後再增設UF過濾廢水處理廠。
自此澎湖發電廠的廠區土地使用已達飽和，已無空間可進行擴建，然而澎湖地區之用電量仍持續增加，必須另覓新廠址增建新機組，因此展開尖山發電廠之興建計畫。尖山發電廠2001年完工後，即取代原澎湖發電廠之功能，台電公司議後決定廢止澎湖發電廠，並在2005年時委託民間廠商鍵鴻營造拆除。

## 拆除研議
澎湖縣縣議員陳海山（山水里人，第12屆－第19屆縣議員，任期：1990年－2022年）自王乾發縣長任內（2008年－2014年）提出「開闢連通新村路－隆貴公園－海埔路車行道路」相關計畫案，計畫內容包括拆除澎湖發電廠與隆貴公園。2018年八月，澎湖縣長陳光復和澎湖縣議會通過新台幣2,582萬的「開闢連通新村路－隆貴公園－海埔路車行道路案」，並另闢80格的停車場。

### 科長批評民眾失職
2019年2月15日，澎湖縣政府人員率同建商意圖強行拆除隆貴公園，遭到光復里居民抗議，里長與居民質疑行政程序的合宜性，其中建設處城鄉發展科科長陳韋成語出「政府都有完成程序，是民眾失職」一詞，引發民眾強烈不滿、差點爆發肢體衝突。
2019年2月20日，「隆貴公園自救會」代表人曾宥輯與「澎湖青年陣線」成員冼義哲、王南昕等為向第18屆澎湖縣長賴峰偉陳情，賴峰偉對此表示此案將會與第19屆澎湖縣議員共同研議。

### 文資審查
2019年3月27日，文化部文化資產局來函，建請澎湖縣政府依照〈文化資產保存法〉規定審理台電廠房文資價值。4月9日，澎湖縣文化局發文予「隆貴公園自救會」代表曾宥輯，謹訂4月10日上午十點偕同縣政府審查委員現場評估，審查委員包括鄭明源（前澎湖縣政府秘書長退休）、陳英俊（澎湖縣文史工作者）、陳清志（前澎湖縣政府工務局長退休）、陳順建（前澎湖縣政府建設處副處長退休）、王鏘魁（澎湖縣文化局副局長）。
2019年4月22日（星期一）下午兩點，澎湖縣政府於文化局第1會議室舉辦「本縣古蹟、歷史建築、紀念建築、聚落建築群、史蹟暨文化景觀審議會108年第3次會議 」，副縣長許智富為會議主持人，審議澎湖發電廠納入縣級古蹟與否。澎湖縣總計13位文資委員，現場十位文資委員出席，九位委員投票（郁國麟利益迴避），全數反對將澎湖發電廠列為歷史建築。

### 拆除事件
2019年8月3日（星期六），澎湖縣政府動工拆除部分廠房。

## 發電設備
- 機組數量：1（1913）→2（1920增1部）→4（1926增2部）→5（1938增2部退1部）→1（1941退5部增1部）→4（1948、49、50各增1部）→5（1951增1部）→15（1953-67增11部退日治時期1部）→17（1955-60各增1部）→19（1969增2部）→21（1972增2部）→23（1972增2部）→25（1983增2部）→26（1990增1部）[5]
- 燃燒類型：柴油、燃煤、重油
- 裝置容量：41MW（發電廠退役前）[5]

## 圖輯

澎湖縣政府：「開闢連通新村路－隆貴公園－海埔路車行道路案」
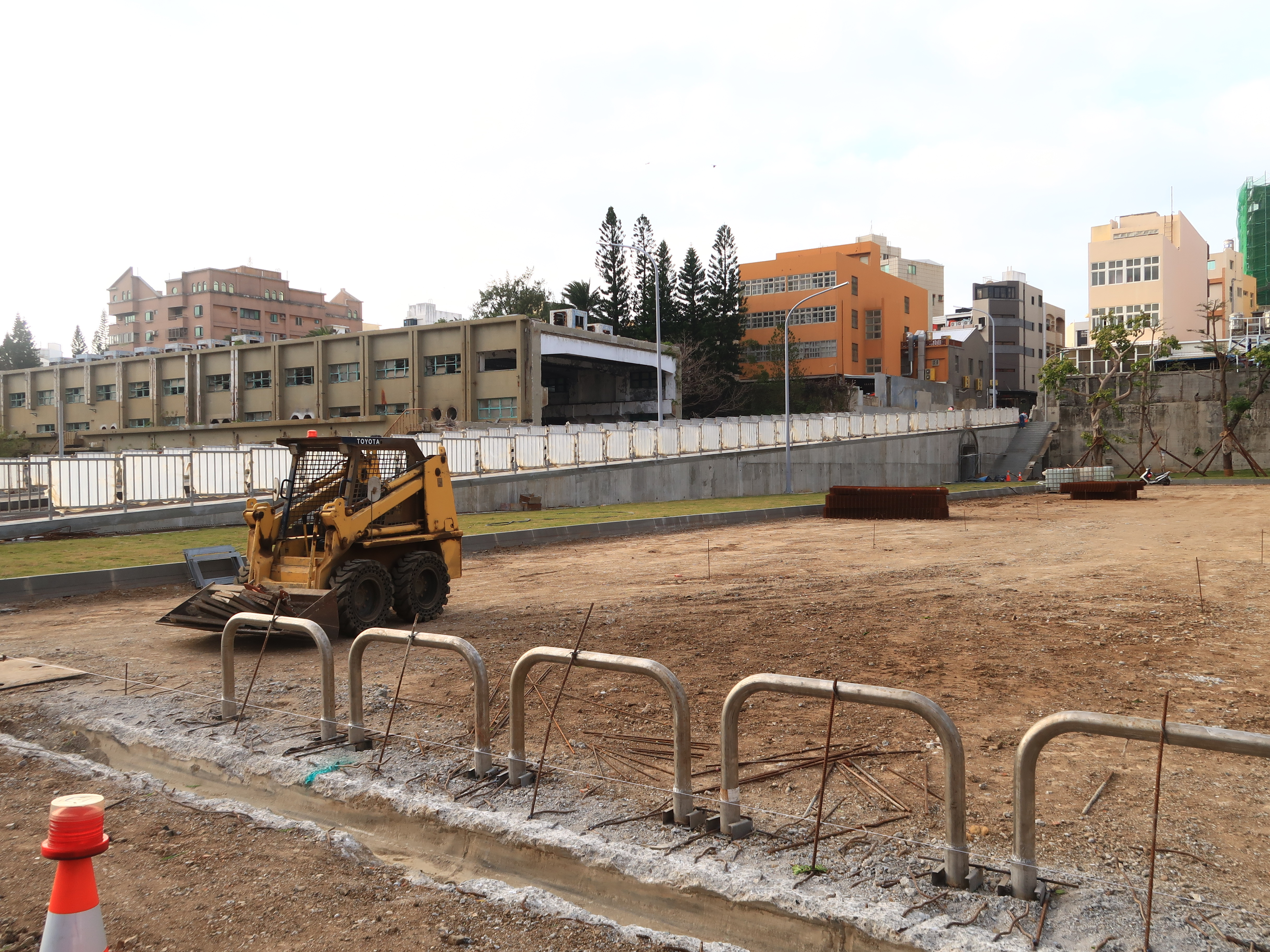
新闢新村路
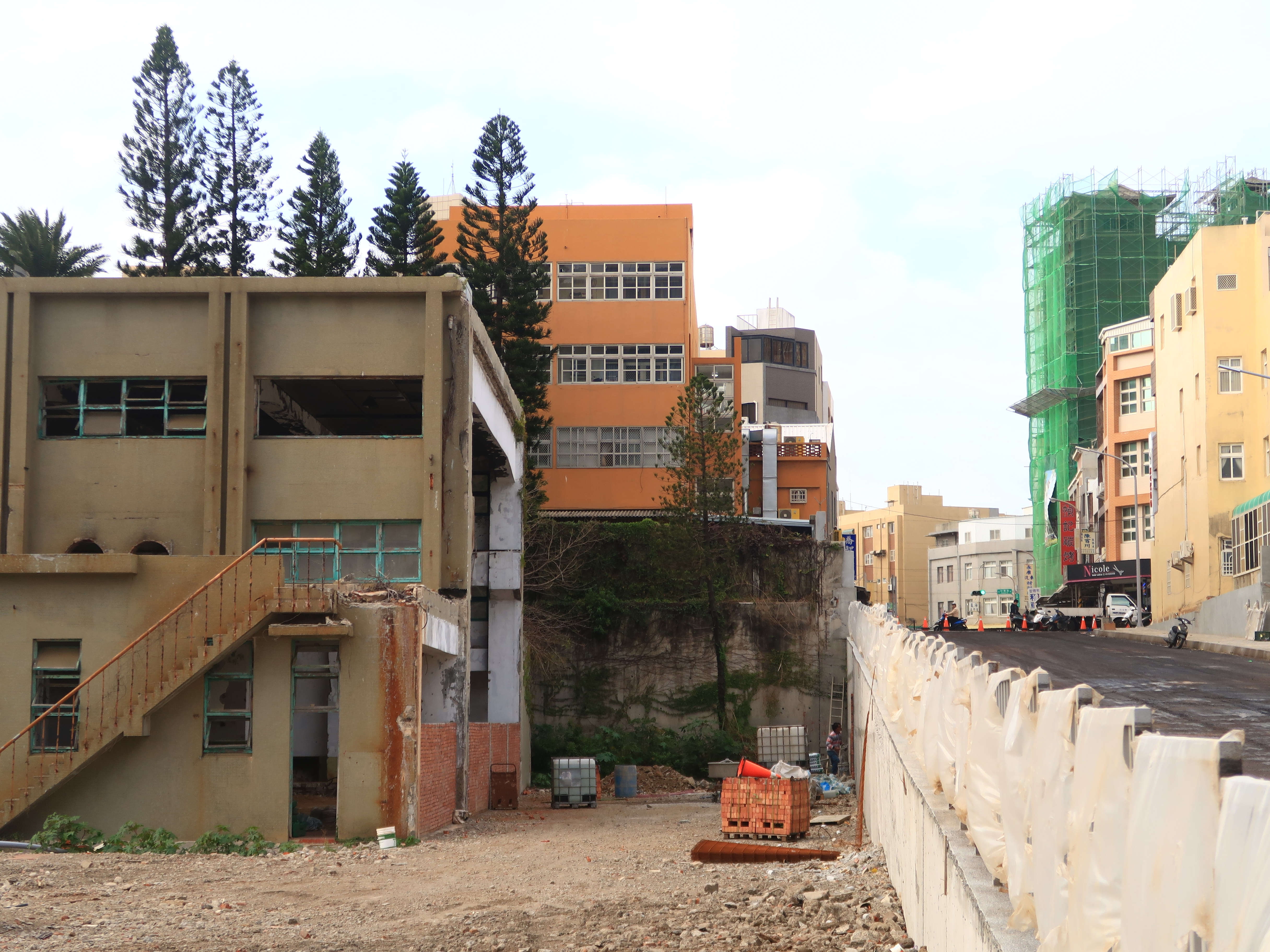
新村路與台電舊廠區
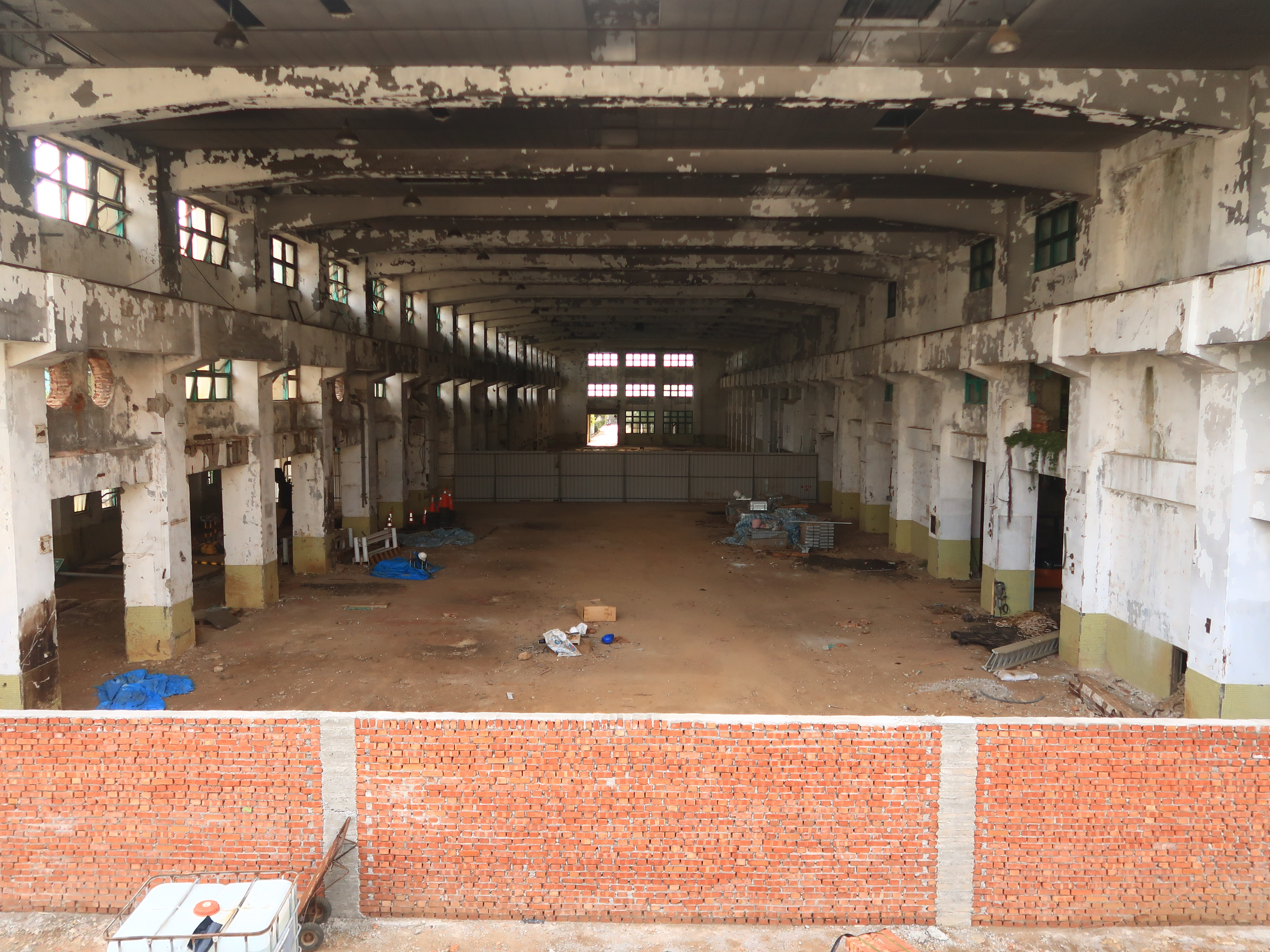
台電廠房（攝於2020年）
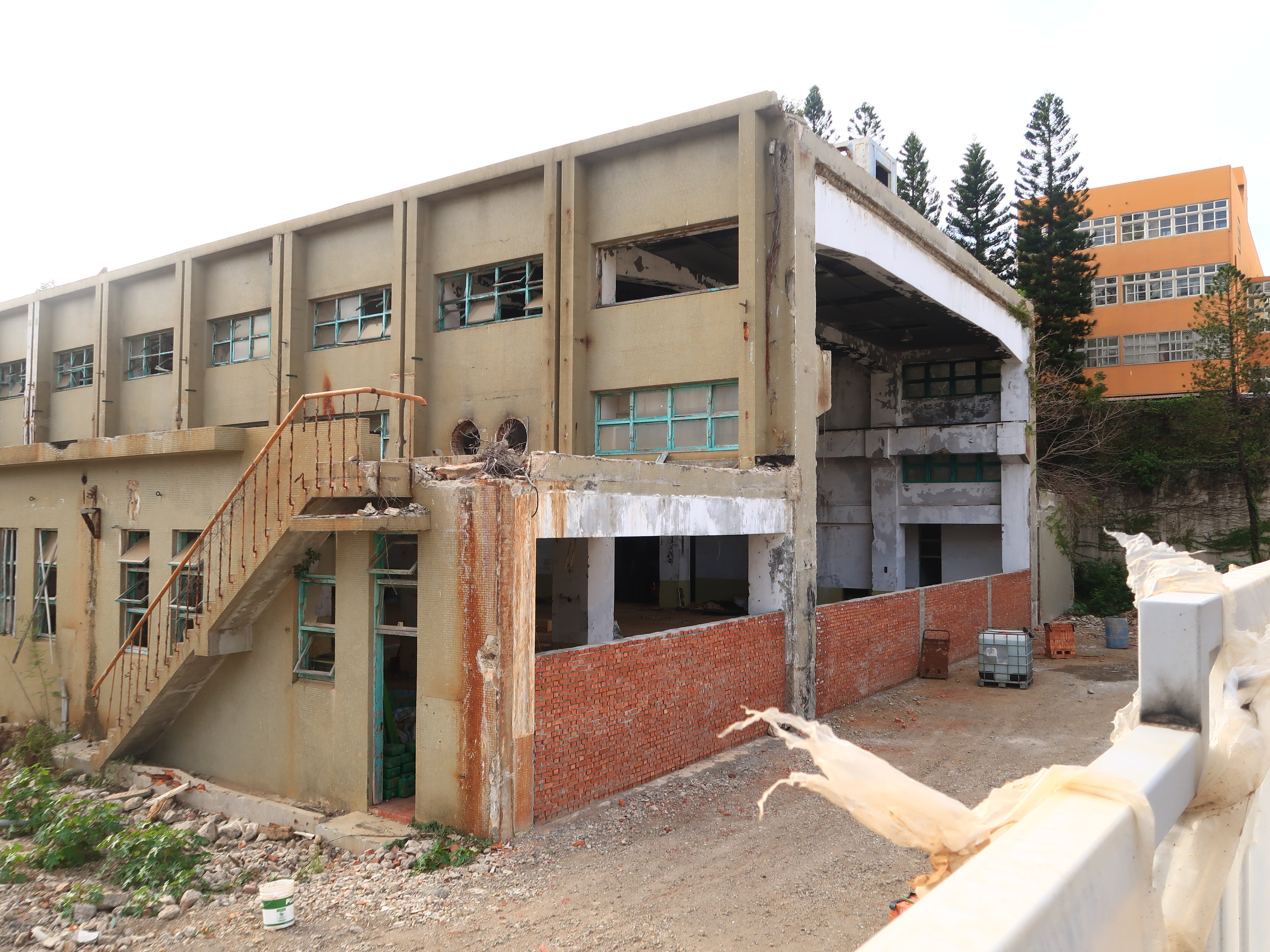
台電廠房（攝於2020年）
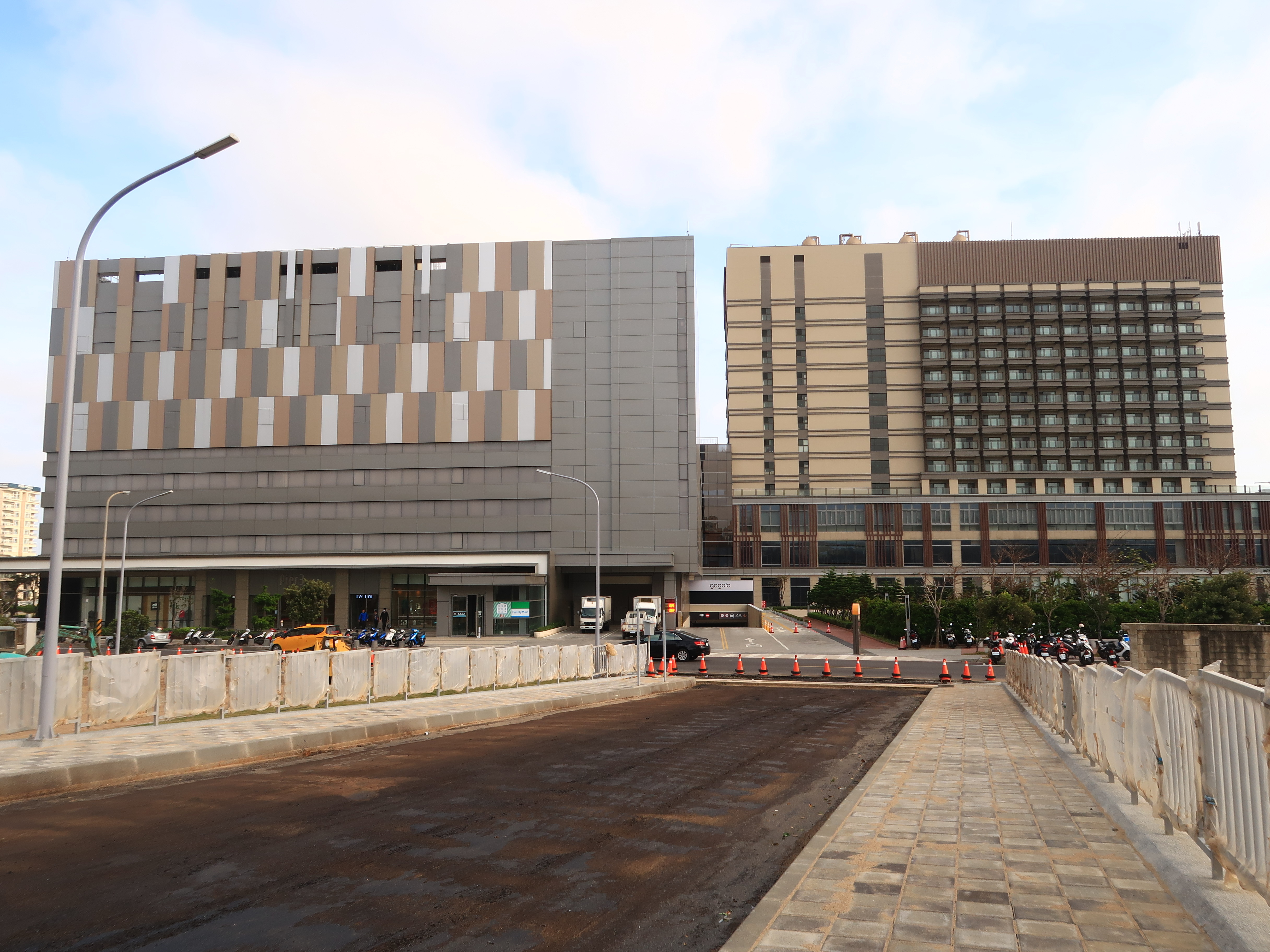
昇恆昌三號港（免稅商店）

## 外部連結
- 澎湖縣政府建設處－城鄉發展科 （页面存档备份，存于）

## 資料來源
1. 1 2   (PDF). K-2能源教育電子書.   [2016-01-25] （中文（臺灣））.[永久]
2. 1 2 3  . 臺灣電力公司.   [2016-01-25]. （原始内容存档于2016年3月3日） （中文（臺灣））.
3. 1 2  謝惠子. . 經濟部能源局. 2005年12月  [2016-01-25]. （原始内容存档于2017-01-11） （中文（臺灣））.
4. ↑  高, 鳴澎. . 澎湖時報. 2019-02-21  [2019-02-22]. （原始内容存档于2020-05-21） （中文（臺灣））.
5. 1 2 3 4 5 6 7 8 9 10 11 12 13 14 15 16 17  朱瑞墉.  (PDF). 源雜誌. 2009-07  [2016-01-25]. （原始内容 (PDF)存档于2016-04-14） （中文（臺灣））.
6. ↑  . 鍵鴻營造工程有限公司.   [2016-01-25]. （原始内容存档于2019-08-18） （中文（臺灣））.
7. ↑  . 澎湖縣議會全球資訊網.   [2018-12-01]. （原始内容存档于2017-09-19） （中文（臺灣））.
8. ↑  鄭, 家瑜. . 澎湖日報. 2018-10-10  [2018-12-03]. （原始内容存档于2020-05-21） （中文（臺灣））.
9. ↑  劉, 禹慶. . 自由時報. 2018-07-31  [2018-12-01]. （原始内容存档于2018-08-01） （中文（臺灣））.
10. ↑  黃, 瓊蕙. . 澎湖日報. 2018-04-04  [2018-04-16]. （原始内容存档于2019-08-16） （中文（臺灣））.
11. ↑  城鄉發展科. . 澎湖縣政府建設處. 2018-12-06  [2019-08-15]. （原始内容存档于2020-05-21） （中文（臺灣））.
12. ↑  . 澎湖縣政府建設處.   [2019-02-22]. （原始内容存档于2021-01-26） （中文（臺灣））.
13. ↑  冼, 義哲. . 自由時報. 2019-02-16  [2019-02-22]. （原始内容存档于2020-05-21） （中文（臺灣））.
14. ↑  徐, 文良. . 民眾澎湖報. 2019-02-21  [2019-02-22] （中文（臺灣））.
15. ↑  楊, 宜樺. . 澎湖日報. 2019-02-21  [2019-02-22]. （原始内容存档于2019-05-02） （中文（臺灣））.
16. ↑  鄒, 秀成. . 澎湖時報. 2015-08-20  [2019-04-09]. （原始内容存档于2019-08-16） （中文（臺灣））.
17. 1 2  . 文化部公共藝術資源平台. 2018-12-25  [2019-04-09]. （原始内容存档于2019-08-15） （中文（臺灣））.
18. ↑  鄭, 家瑜. . 澎湖日報. 2010-09-01  [2019-04-09]. （原始内容存档于2019-08-12） （中文（臺灣））.
19. ↑  張, 塵. . 今日新聞 NOWnews. 2018-12-05  [2019-04-09]. （原始内容存档于2020-08-15） （中文（臺灣））.
20. ↑  . 聯合新聞網. 2018-11-25  [2019-04-16]. （原始内容存档于2019-05-02） （中文（臺灣））.
21. ↑  文化資產科. . 澎湖縣政府文化局. 2019-04-16  [2019-04-16]. （原始内容存档于2019-08-14） （中文（臺灣））.
22. ↑  張, 塵. . 今日新聞 NOWnews. 2019-08-03  [2019-08-04]. （原始内容存档于2020-05-21） （中文（臺灣））.